# Commodore International
Pour les articles homonymes, voir Commodore et CBM.
Commodore Business Machines Ltd (CBM) est une société d’électronique d’origine américaine, célèbre pour ses calculatrices (comme la P-50 ou la PR-100) et ses micro-ordinateurs, jusqu’à sa faillite en 1994.
Par la suite, les droits sur la marque Commodore ont circulé entre plusieurs entités, suscitant diverses tentatives de relance, souvent menées par des entreprises ne détenant pas légalement la marque. En 2025, celle-ci est acquise auprès de son propriétaire légal, Commodore Corporation B.V., par Christian Simpson, dans le cadre d’une renaissance impliquant plusieurs figures historiques de Commodore.

## Historique

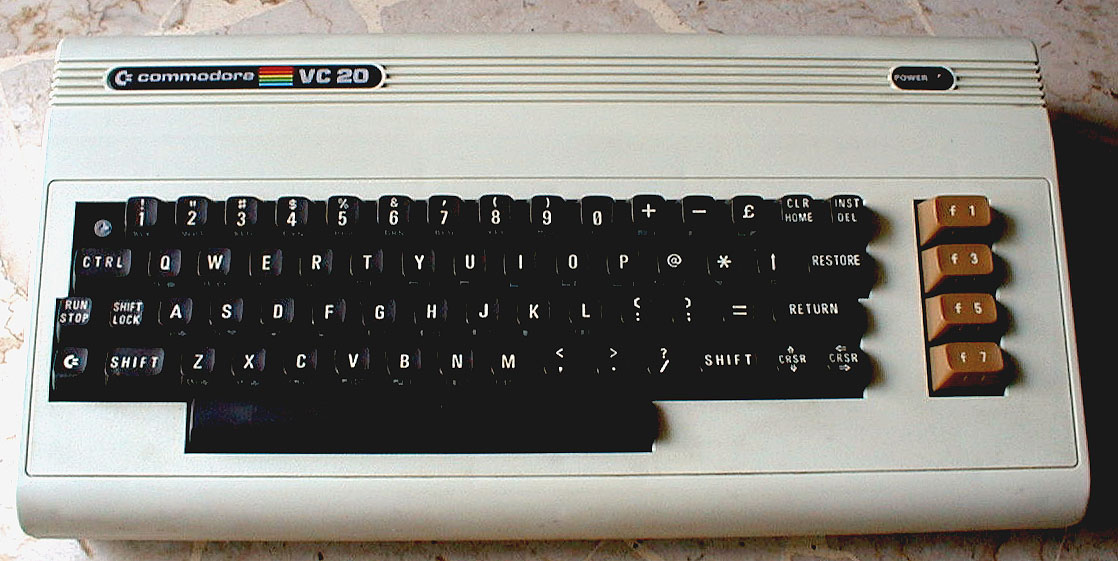
Commodore VIC-20

### Création de la société Commodore
La société Commodore est à l'origine une entreprise familiale dirigée par Jack Tramielsky, alias Jack Tramiel, créée en 1954 à New York à partir d'une boutique de machines à écrire du Bronx. D'abord réparateur, Tramiel déménage à Toronto et fonde Commodore International en 1955, au moment de l'essor des calculatrices électroniques. Avec l'aide d'un nouvel associé, Jay Gould, il s'oriente vers la micro-informatique dès les origines du phénomène, en rachetant plusieurs petites sociétés dont MOS Technology, qui avait conçu le processeur 6502 développé par Chuck Peddle. À partir de 1976, Commodore devint ainsi une société maîtrisant toute la chaîne, depuis la recherche et la fabrication jusqu'à la distribution. La firme à succès siégera longtemps à West Chester, en Pennsylvanie.

## Les machines

### PET: micro-informatique familiale

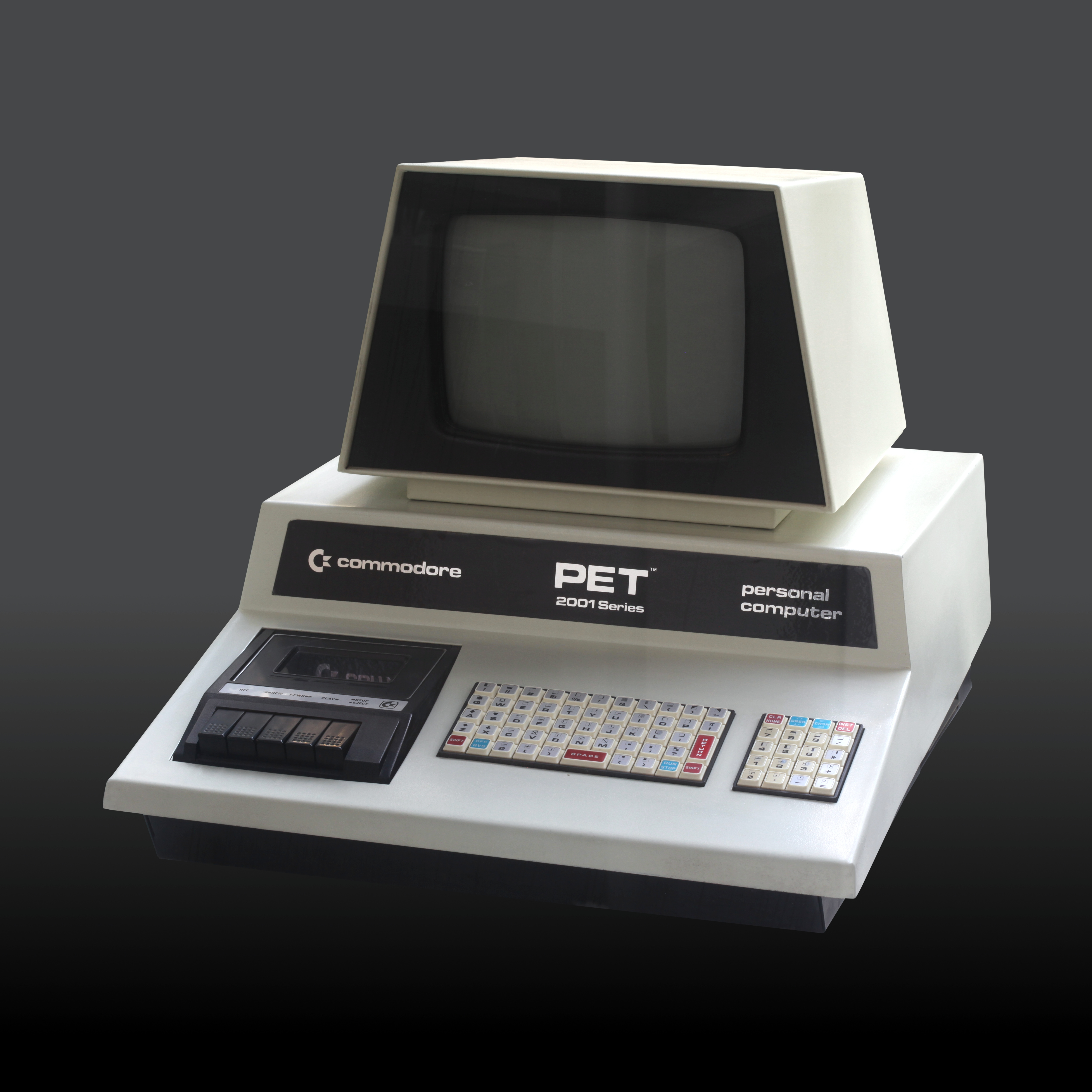
Commodore PET 2001

Pionnier en 1977, Commodore lança d'abord une machine intégrée à usage personnel, sous la dénomination de Commodore PET 2001. Ce Personal Electronic Transactor (ou PET, jeu de mots sur l'anglais pet qui signifie « animal de compagnie ») était conçu par Chuck Peddle comme un boîtier monobloc, incorporant clavier, écran de taille réduite et lecteur de cassettes, le premier micro-ordinateur prêt à fonctionner dès son branchement au secteur, un concept que reprendront plus tard, donc avec plus de puissance, d'autres machines comme l'Osborne et les portables, ou encore le premier Macintosh : cette machine monobloc et complète se différenciait donc de ses concurrents du moment comme l'Apple II et le TRS-80 qui nécessitaient un magnétophone externe alors que celui du PET 2001, intégré, se révélait particulièrement fiable.
Conçu autour du microprocesseur MOS 6502 déjà choisi par Apple, il était doté d'un clavier mécanique, de 8 ko de mémoire vive et d'un BASIC Microsoft logé dans 8 de ses 14 ko de mémoire morte. Ce dernier langage, quoique limité quant à ses fonctions, était sans conteste l'un des plus rapides à l'exécution de l'époque, faisant de cette machine dix fois moins onéreuse un concurrent potentiel pour l'IBM 5100.
Le problème était le type de clientèle visé qui demeura mal défini pour une machine qui ne pouvait se prétendre polyvalente. En effet, le PET ne disposait pas de capacités sonores et ne pouvait afficher simultanément majuscules et minuscules sans le recours à la complexe instruction Poke.

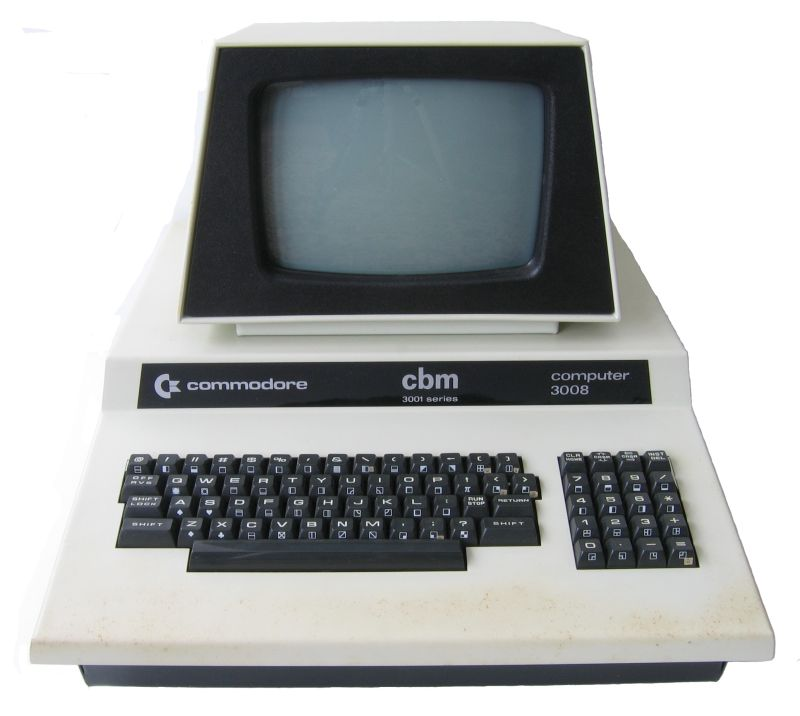
Commodore CBM 3008

Il possédait cependant deux ouvertures vers l'extérieur : d'abord un port dit 'série' entièrement programmable (depuis le BASIC par 'Poke' ou en assembleur) à travers un chip ACIA 6522 qui va permettre d'abord d'adapter puis de voir se développer toutes sortes de cartes d'interface et d'automatisations, ensuite un BUS standard IEEE-488 (quasi identique au bus HP très répandu dans les laboratoires) qui va permettre de connecter les périphériques intelligents, en particulier les unités de disques souples intégrant deux processeurs MOS 6502 de la ROM (contenant le système de gestion de fichiers) de la RAM et permettant des capacités de stockage de deux fois 170 ko, 340 ko puis 500 ko.
Ce fut le premier modèle d'une lignée de machines très fiables, notamment la lignée des machines professionnelles CBM 3000, 4000, 8000 (pour Commodore Business Machine) qui surpassait les ventes d'IBM en Allemagne jusque vers 1983-84. Ceci s'expliquant par la fiabilité des machines, la simplicité et souplesse de programmation, la rapidité des processeurs MOS 6502 et les bonnes capacités des disques. Cette lignée s'évanouit avec les séries 500, 600, 700 qui virent le départ de Chuck Peddle pour créer Sirius qui devint Victor.

### Le Commodore VIC-20

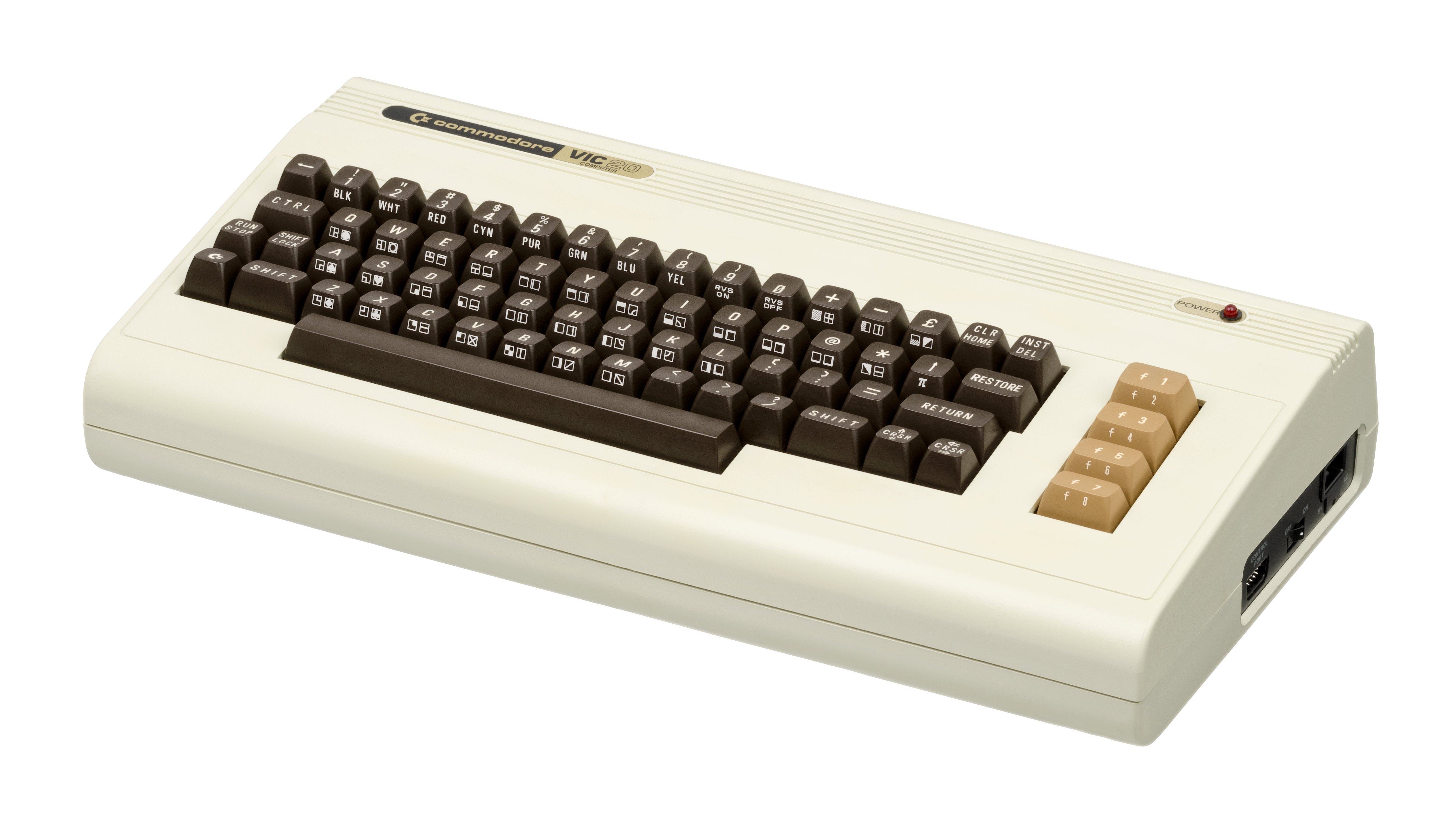
Commodore VIC-20

Estimant l'avenir dans le marché domestique, Jack Tramiel connut ses premiers succès auprès du grand public avec le Commodore VIC-20, commercialisé en 1981. Dépouillé de tout accessoire excepté un port cartouche de très mauvaise qualité, celui-ci fut immédiatement proposé à un prix défiant toute concurrence. En contrepartie, ses extensions étaient chères. Il devint le premier ordinateur à dépasser la barre du million d'unités vendues et devint l'ordinateur le plus vendu au monde en 1982. Sa connectique et son design devaient constituer les bases de son successeur, le célèbre Commodore 64.

### Le Commodore 64: heures de gloire

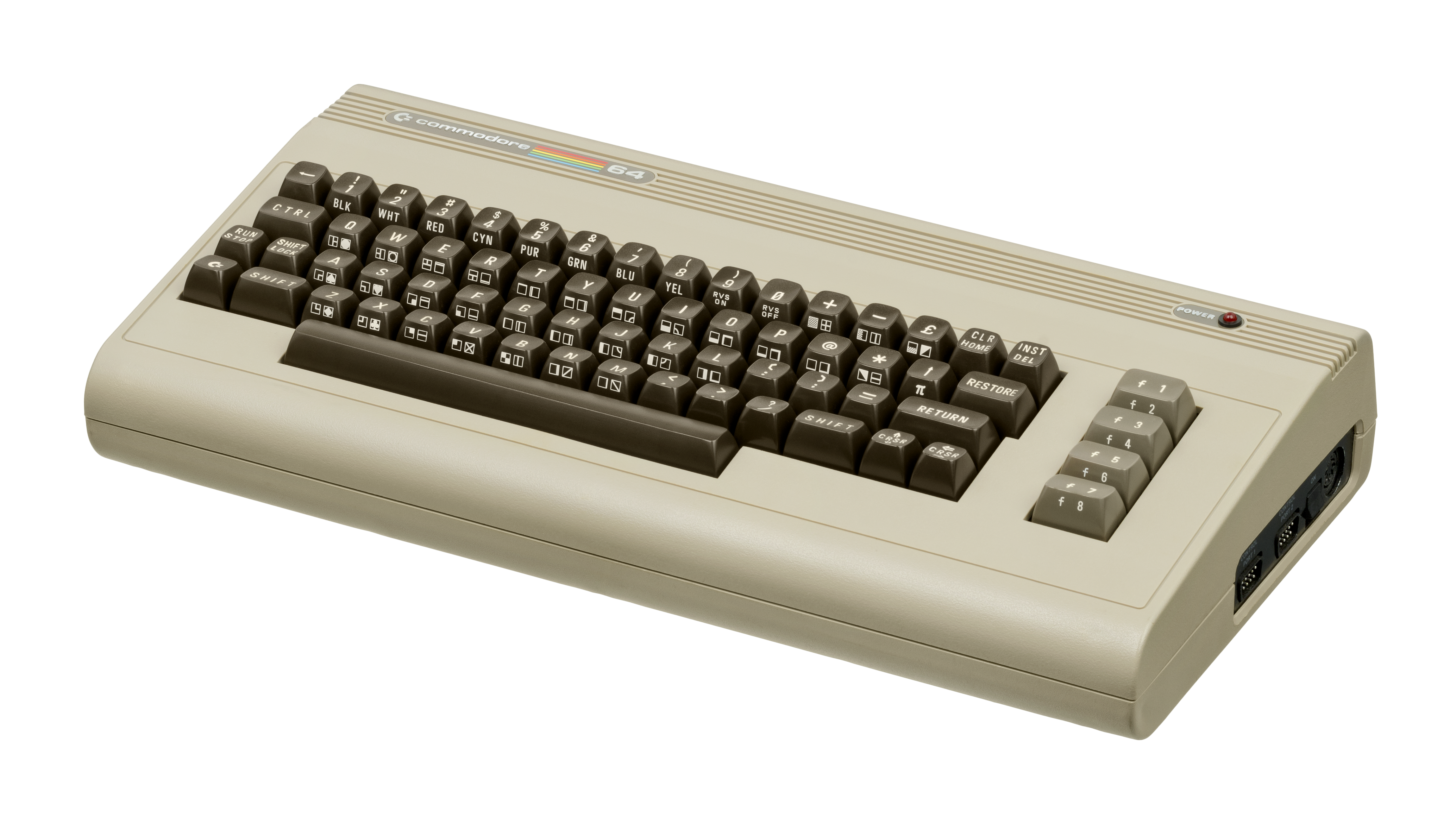
Commodore 64

Ce dernier fut mis en vente en 1982 : ses caractéristiques techniques, exceptionnelles à l'époque pour un tel prix, et sa polyvalence lui assurèrent une pérennité hors du commun. Il devint le micro-ordinateur 8 bits le plus vendu, s'imposant dans le monde face aux grandes offensives des Texas TI-99 et MSX japonais, et fut le fer de lance de la marque, qui lui permit de s'imposer en Europe, notamment en Allemagne où Commodore demeura leader jusqu'au début des années 1990.
Basé sur un processeur MOS 6510, compatible avec le 6502, il permit aux nombreux développeurs de doter cette machine d'une logithèque remarquable composée de centaines de milliers de logiciels. Ses capacités sonores, surtout, étaient les meilleures de sa génération avec un processeur dédié, le SID, capable d'émettre trois voix sur 8 octaves. Son affichage, en 160 × 200 points et 16 couleurs et 320 × 200 en deux couleurs, était secondé par une remarquable gestion des sprites, qui permit aux différents jeux de surpasser, par leur animation, leur version sur d'autres machines plus récentes.

### Le SX64: un des premiers «portables», en couleur

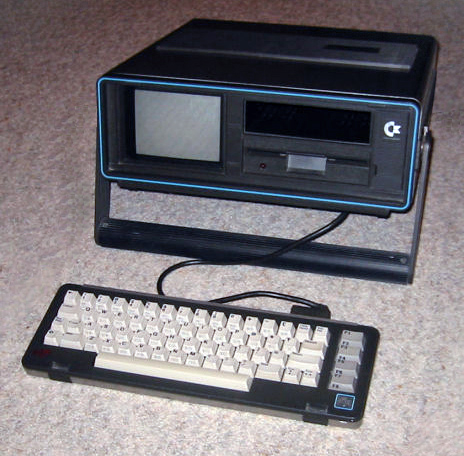
SX64

Commodore en lança également une version (trans)portable, dénommée SX 64 (intégrant disquette 5"1/4 et écran couleur) qui devait concurrencer Apple sur le marché professionnel. En raison de son prix élevé et de l'absence relative de logiciels professionnels compétitifs, le SX 64 connut un succès mitigé.
Le Commodore 64, ou C64, disposait quant à lui de nombreux périphériques, parmi lesquels il faut citer son lecteur de disquettes 5"1/4, le 1541, lent et encombrant qui connut une forte diffusion malgré son prix, lié au fait que sa partie électronique était très élaborée (elle lui permettait même de fonctionner déconnectée de l'unité centrale). Par contre, il n'était pas compatible avec le VIC-20.

#### Caractéristiques techniques
- Clavier QWERTY[3]
- Quatre touches de fonction sur la droite (quatre en direct et quatre accessibles avec la touche shift)[3]
- Microprocesseur 6510 compatible 6502[3]
- ROM 20 Ko[3]
- RAM 64 Ko dont 38 Ko pour les programmes BASIC, 54 Ko pour les langages machines[3]
- Langage BASIC[3]
- Poids de la machine 12,5 kg[3]
- Affichage 25 lignes de 40 caractères, 16 couleurs mixables[3]
- Système d'exploitation maison DOS Commodore, CP/M en option[3]
- Possibilité de travailler sous Forth, assembleur, Pascal ou Logo[3]
- Bus série pour imprimante et unité micro disquettes[3]
- Deux ports manettes[3]
- Port cartouche au dessus de l'appareil[3]
- Deux interfaces optionnelles IEEE-488, RS-232 en option[3]
- Connexion possible à un moniteur externe PAL[3]
- Écran 5 pouces[3]
- Un monodisquette 170 Ko[3]
- Son 3 voix indépendantes de 8 octaves chacune, 1 générateur de bruit 4 signaux[3]

### Commodore 128

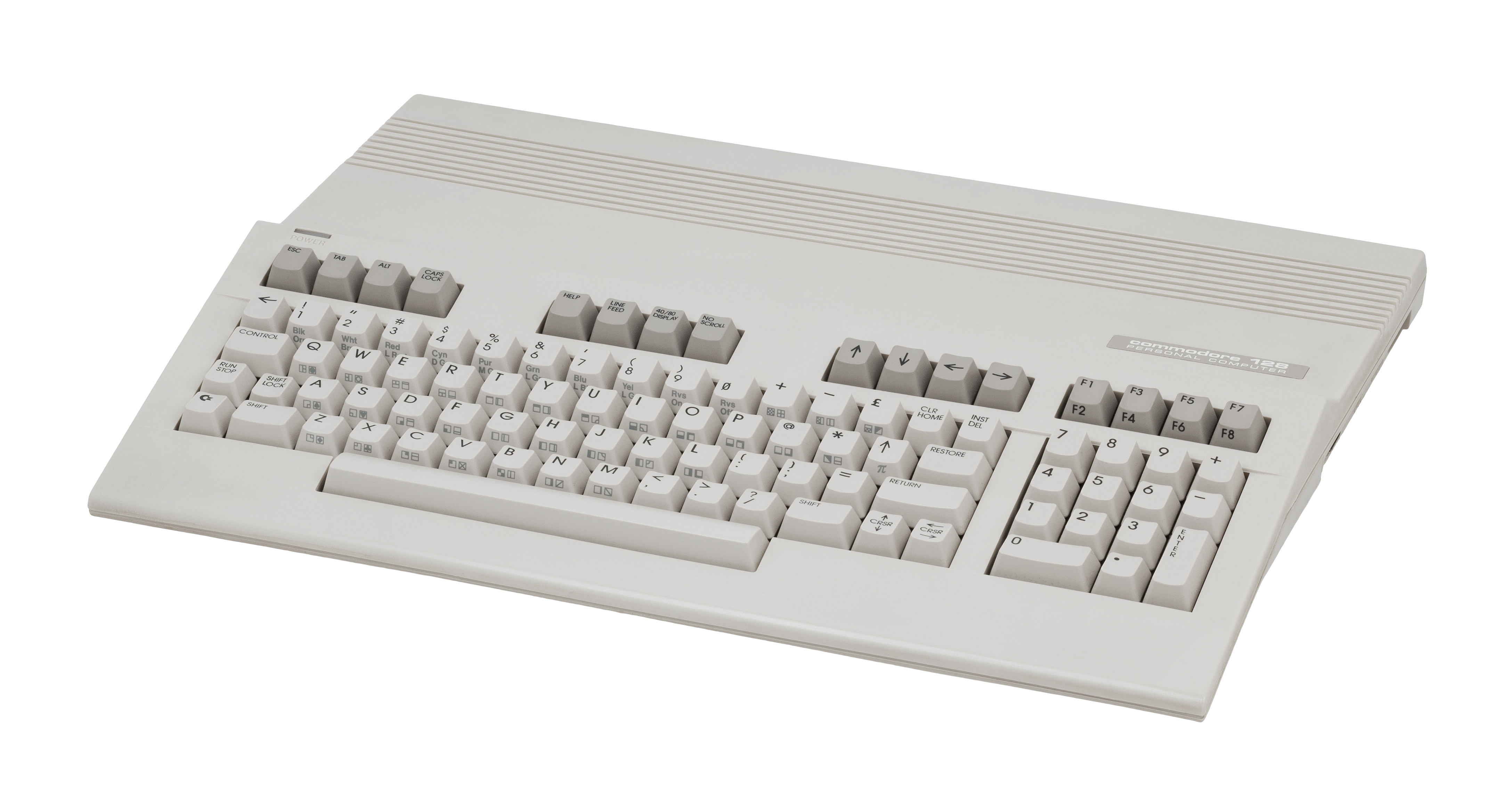
Commodore 128

Commodore sortit une version améliorée du C64 (et 100 % compatible), compacte comme le sera ensuite l'Amiga 500, et dotée de 128 ko de RAM, (extension mémoire jusqu'à + 512 ko, par cartouche), intégrant un deuxième microprocesseur (Z80 faisant tourner CPM), possibilité de deux écrans, de deux modes graphiques 40 ou 80 colonnes, compatible C64…) : le Commodore 128 ainsi qu'une version semi-portable le Commodore 128/D avec lecteur disquette 5"1/4 intégré, poignée et clavier cliquable sur le dessous, compacte comme le sera l'Amiga-1000. Néanmoins, le C128 ne parvint pas à s'imposer. Les développeurs de jeux sortirent moins d'une dizaine de produits dédiés, et quelques logiciels professionnels (VizaWrite/Calc, Superbase) convertis depuis les versions CBM ne purent vivre bien que parfois plus performants que leurs concurrents PC (en particulier en termes d'économie de mémoire) mais par manque de crédibilité. Sa compatibilité avec le C64 n'encouragea pas les compagnies de jeux à développer spécifiquement pour le C128. Dans le même temps le Commodore 64 entamait son déclin et partait pour une seconde vie en occasion vers les pays de l'Est.

### Amiga

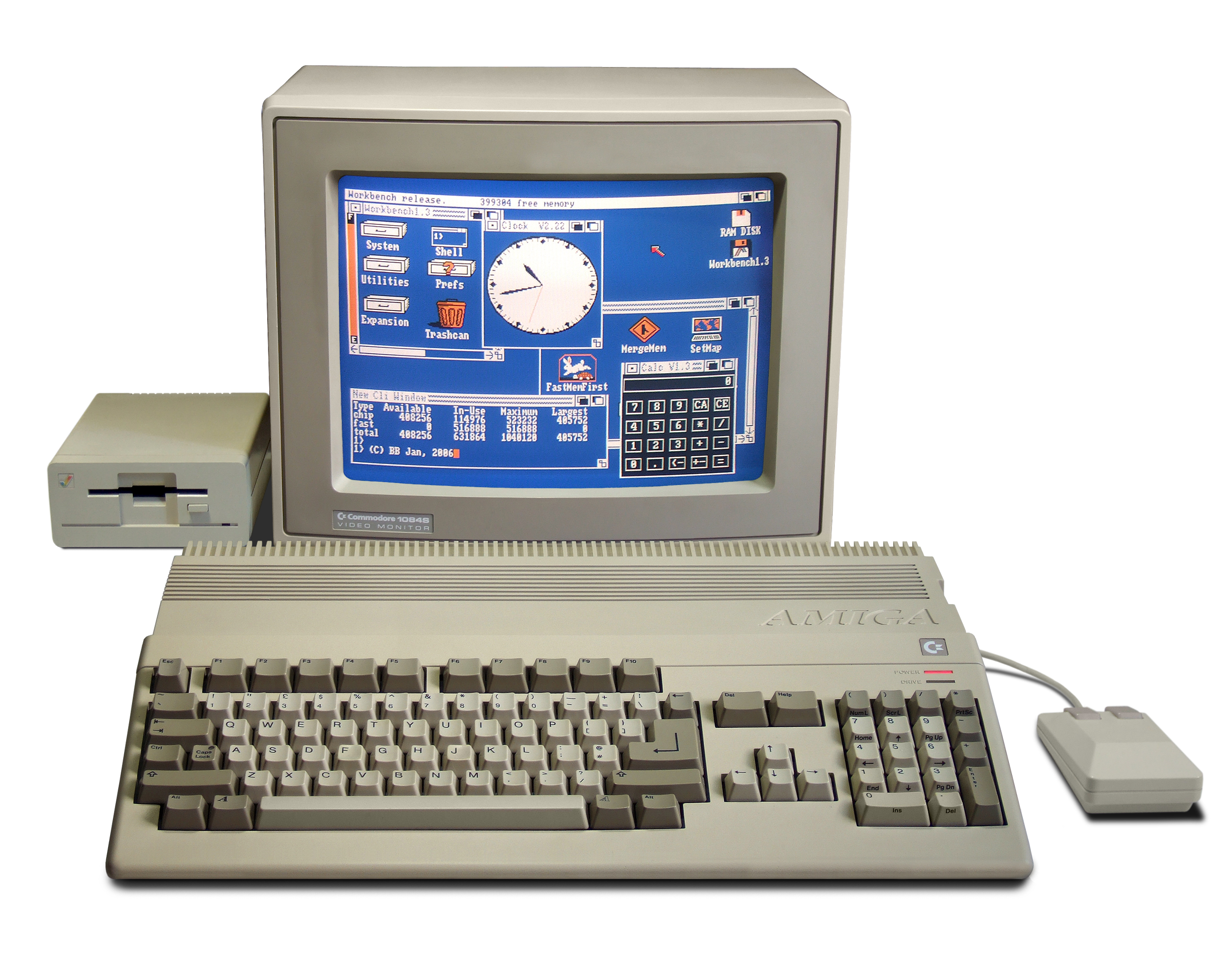
Amiga 500

L'Amiga est une famille de micro-ordinateurs d'abord 16 bits puis 32 bits créée par Amiga Corporation et commercialisés par Commodore depuis 1985 jusqu'à la faillite en 1994. La paternité de l'Amiga est généralement attribuée à Jay Miner. Les Amiga sont destinés aux particuliers et aux professionnels, mais se sont surtout répandus pour jouer aux jeux vidéo, grâce à leurs capacités multimédia remarquables pour l'époque. Les Amiga sont équipés de microprocesseurs de la famille Motorola 68000, mais leurs capacités multimédias proviennent de processeurs spécialisés dans le graphisme, l'animation et le son.
Le premier Amiga lancé, l'Amiga 1000, est à la pointe de l'informatique personnelle sur de nombreux points : affichage couleur avec une palette de 4 096 couleurs, son 4 voix échantillonné sur 8 bits, système d'exploitation multitâche préemptif, système de fenêtrage standard (appelé Intuition).
Par la suite, l'Amiga 500 devient un ordinateur très populaire pour les jeux vidéo. Les Amiga 1000, 500, 2000 et 600 sont basés sur le Motorola 68000. L'Amiga 3000 est basé sur un Motorola 68030 et est destiné au marché professionnel ; une version basée sur un port de Unix System V Release 4 appelé Amiga Unix est même vendue. Enfin, l'Amiga 1200 est basé sur un Motorola 68EC020 et l'Amiga 4000 sur un Motorola 68040.

### L'aventure des compatibles PC

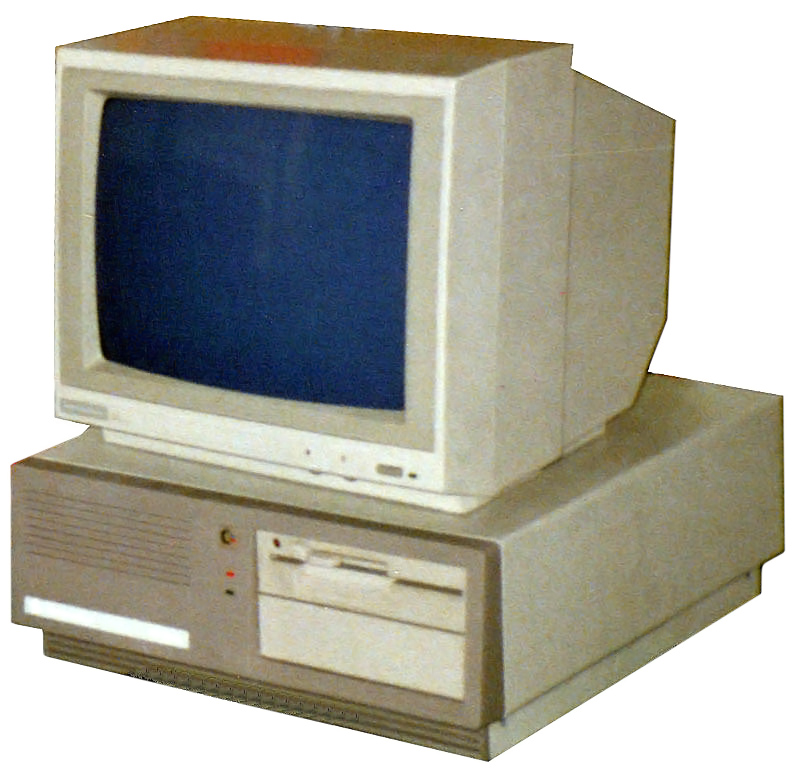
PC 20

Parallèlement à cet engagement dans la micro-informatique dite familiale, Commodore essaie de se diversifier, comme beaucoup d'autres marques qui y perdront leur originalité. Elle propose des machines compatibles PC, qui  conçues par sa filiale allemande et produites dans son usine de Brunswick. 1989 est l'année du sommet commercial de Commodore en Europe et surtout en Allemagne où les PC de la firme arrivent à se situer en tête des ventes. Commodore se paie le luxe d'être le sponsor des équipes de football du Bayern Munich, de Chelsea FC ainsi que de l'AJ Auxerre et du Paris SG en France. Cela ne la sauvera pas car la bataille autour des compatibles est rendue féroce par l'arrivée des machines asiatiques et les baisses des prix.

### La relance des 8 bits
Pour tenter d'exploiter le filon du C64, et notamment son immense logithèque, Commodore tenta de perpétuer cette gamme en vendant des versions à l'électronique plus intégrée, donc moins coûteuses (C64 Aldi en 1987, C64G en 1989). L'ouverture des frontières en Europe de l'Est put redonner, via le marché allemand, une seconde jeunesse à la machine à court terme. Dans le même temps, la gamme Amiga descendit rapidement en gamme. C'est pourquoi un projet de C65, ou C64 DX, qui devait incorporer un lecteur de disquettes mais restait un 8 bits, fut abandonnée dès 1991.

## Tramiel quitte Commodore pour Atari
Jack Tramiel quitte, avec sa famille, Commodore, en 1984. Il rachète Atari à la Warner et lance la série Atari ST pour concurrencer l'Amiga 1000 commercialisé par Commodore en 1985 comme machine haut de gamme (et multimédia !).

## La fin d'une époque
En 1994, dans l'incapacité de renégocier les échéances de ses prêts, Commodore International, basé dans le paradis fiscal des Bahamas, annonça qu'il fermait ses portes. La liquidation de ses filiales nationales dura des mois du fait de la structure indépendante de celles-ci. Seule Commodore UK (Grande-Bretagne) réalisait des profits.
Le 20 avril 1995, un an plus tard, les stocks et brevets de Commodore furent vendus à la société allemande Escom AG pour une somme de 10 à 12,5 millions de dollars. À l'été 1996, Escom AG elle aussi devait cesser ses activités, et ainsi mettre un terme à l'aventure Commodore.

## Une filiation complexe et des utilisations controversées de la marque

### Une suite de propriétaires légitimes
Après la faillite de Commodore International en 1994, les droits de la marque Commodore ont été transférés à différentes entités. En avril 1995, la société allemande Escom AG acquiert les actifs de Commodore International pour 14 millions de dollars US,. 
Après la faillite d'Escom en juillet 1996, les droits de la marque continuent à circuler entre divers acteurs. La marque déposée « C=COMMODORE », incluant le nom, la marque et le logo, est enregistrée au nom de C=Holdings B.V., société néerlandaise qui la détient entre 2010 et 2014. 
En 2014, les droits sont transférés à Polabe Holding N.V. (Luxembourg), puis à Commodore Corporation B.V. (Pays-Bas), qui en devient l'exploitant actif à partir de la seconde moitié des années 2010.

### Commodore USA (2010–2012)
En 2010, un dénommé Barry Altman fonde Commodore USA en Floride, revendiquant l'usage de la marque sur la base d'une licence accordée par Asiarim Corporation, dont la légitimité est rapidement contestée. En 2013, un tribunal fédéral américain statue qu'aucune des deux entités ne détenait de droits valides sur la marque à cette date. Commodore USA se fait connaître en commercialisant des PC modernes reprenant le design des Commodore 64 et VIC-20, sans lien matériel avec les machines d'origine. L'entreprise disparaît en 2013, à la suite du décès de Barry Altman en décembre 2012.

### Les prétentions italiennes (2015–aujourd'hui)
En 2015, des entrepreneurs italiens tentent à leur tour de s'approprier la marque Commodore. Selon une enquête publiée en 2021, l'un d'eux, Massimo Canigiani, enregistre le logo Commodore auprès de l'Office européen des brevets, affirmant que la marque est « libérée » depuis la faillite de 1994 — une thèse contredite par la continuité juridique assurée par Escom, C=Holdings B.V., puis Polabe Holding N.V. et Commodore Corporation B.V.
Cette initiative donne naissance à plusieurs entités commerciales utilisant le nom Commodore, notamment Commodore Business Machines Ltd (Londres), puis Commodore Industries S.r.l. (Rome), dirigée par l'entrepreneur Luigi Simonetti. Ces sociétés commercialisent divers produits sous la marque Commodore, dont un smartphone « PET » lancé en 2015, ainsi que plusieurs modèles d'ordinateurs portables.
Ces initiatives commerciales restent cependant juridiquement fragiles, les droits légitimes sur la marque étant restés entre les mains de Commodore Corporation B.V.

### Acquisition de Commodore par Christian Simpson (2025)
En juin 2025, Christian Simpson, créateur de la chaîne YouTube Retro Recipes (rebaptisée Retro Recipes x Commodore), annonce avoir acquis Commodore Corporation B.V. et ses 46 marques déposées pour un montant de 2 100 000 dollars américains. Il devient CEO de la société.
Il s'entoure d'anciens membres emblématiques de Commodore : Bil Herd (ingénieur du Commodore 128), Albert Charpentier (concepteur du C64) et Leonard Tramiel (fils de Jack Tramiel, fondateur de Commodore).
Le premier produit lancé sous cette nouvelle direction est le Commodore 64 Ultimate, une réplique moderne du C64 original à base de FPGA, annoncée à partir de 299 dollars avec une livraison prévue entre octobre et novembre 2025.